# Why always me?
„Why always me?“ е български игрален филм от 1997 година, по сценарий и режисура на Мая Виткова.

## Състав
Не е налична информация за актьорския състав.